# بي تي ناراسيمهاشار
بي تي ناراسيمهاشار (بالإنجليزية: P. T. Narasimhachar)‏‏ (17 مارس 1905 - 23 أكتوبر 1998 في بنغالور) شاعر، وكاتب من الهند.

## الجوائز
- جائزة أكاديمية شايتا  [لغات أخرى]‏[2]
- جائزة بادما شري في الآداب والتعليم ‏